# Dennis Winston
Dennis Winston é um ex-jogador profissional de futebol americano estadunidense.

## Carreira
Dennis Winston foi campeão da temporada de 1979 da National Football League jogando pelo Pittsburgh Steelers.